# Tournoi d'ouverture du championnat du Salvador de football 2022
Navigation
Tournoi précédent Tournoi suivant
Le tournoi Apertura 2022 est le quarante-neuvième tournoi saisonnier disputé au Salvador. C'est cependant la 96e fois que le titre de champion du Salvador est remis en jeu.
Le championnat débute le 9 juillet 2022 mais est interrompu quelques jours plus tard lorsque des accusations de corruption sont déposées, menant par le fait même à une grève des arbitres empêchant la tenue de toute rencontre. En effet, le 14 juillet, la police nationale mène une perquisition au siège de la Fédération du Salvador de football à la suite d'allégations de corruption incluant le président de l'institution, Hugo Carillo, et affectant l'intégrité des rencontres disputées. Face à l'ampleur de la situation, la FIFA est saisie afin de rétablir la situation au plus vite. L'instance internationale menace par ailleurs de suspendre le Salvador de toute compétition internationale — de club ou en sélection — si aucune solution n'est trouvée. Il est ensuite décidé que pour s'assurer de l'intégrité du nouveau tournoi, celui-ci serait redémarré à une date ultérieure.
Après la polémique, des questions se posent quant à l'organisation du tournoi d'ouverture alors que la tenue hivernale de la Coupe du monde 2022 écourte grandement le calendrier. Il est alors décidé de répartir les équipes en deux groupes. Le 17 septembre, les activités reprennent avec la tenue de la première des dix journées.
L'Alianza FC est le tenant du titre mais malgré sa première place au cours de la première phase, l'équipe s'incline dès les quarts de finale. En finale, le CD FAS remporte le dix-neuvième titre de champion national de son histoire en gagnant 2-0 face au Jocoro FC,.

## Équipes participantes
| \| Águila Dragón Jocoro Alianza Atlético Marte FAS Isidro-Metapan Santa Tecla Chalatenango Platense Luis Ángel Firpo Once Deportivo \| Localisation des équipes. |
| Águila Dragón Jocoro Alianza Atlético Marte FAS Isidro-Metapan Santa Tecla Chalatenango Platense Luis Ángel Firpo Once Deportivo                                 |

Ce tableau présente les douze équipes qualifiées pour disputer le championnat 2022-2023. On y trouve le nom des clubs, le nom des stades dans lesquels ils évoluent ainsi que la capacité et la localisation de ces derniers.
| Équipe             | Ville        | Stade                        | Capacité |
| CD Águila          | San Miguel   | Stade Juan Francisco Barraza | 10 000   |
| Alianza FC         | San Salvador | Stade Cuscatlán              | 53 400   |
| Atlético Marte     | San Salvador | Stade Cuscatlán              | 53 400   |
| CD Chalatenango    | Chalatenango | Stade José Gregorio Martínez | 15 000   |
| CD Dragón          | San Miguel   | Stade Juan Francisco Barraza | 15 500   |
| CD FAS             | Santa Ana    | Stade Oscar Quiteño          | 15 000   |
| AD Isidro-Metapan  | Metapán      | Stade Jorge Calero Suárez    | 8 000    |
| Jocoro FC (en)     | Jocoro       | Complexe Tierra de Fuego     | 15 000   |
| Luis Ángel Firpo   | Usulután     | Stade Sergio Torres          | 10 000   |
| Once Deportivo     | Ahuachapán   | Stade Arturo Simeón Magaña   | 4 000    |
| Santa Tecla FC     | Santa Tecla  | Stade Las Delicias           | 3 000    |
| Platense Municipal | Zacatecoluca | Stade Antonio Toledo Valle   | 6 200    |

## Compétition
Avec le scandale de corruption mis au jour en début de saison, le tournoi Apertura est fortement affecté dans sa structure. Il s'organise néanmoins comme ceci :
- La phase de qualification : les dix journées de championnat.
- La phase finale : les matchs aller-retour depuis les quarts de finale.

### Phase de qualification
Lors de la phase de qualification les douze équipes sont réparties en deux groupes de six clubs. Chaque équipe affronte à deux reprises celles de son groupe, une fois à domicile, une fois à l'extérieur. Il n'y a donc pas de rencontres inter-groupes.
Les quatre meilleures équipes de chaque groupe sont qualifiées pour les quarts-de-finale.
Le classement est établi sur le barème de points classique (victoire à 3 points, match nul à 1, défaite à 0).
Le départage final se fait selon les critères suivants :
- Le nombre de points.
- La différence de buts générale.
- Le nombre de buts marqué.

| Rang | Équipe             | Pts | J  | G | N | P | Bp | Bc | Diff |
| ---- | ------------------ | --- | -- | - | - | - | -- | -- | ---- |
| 1    | CD Águila          | 18  | 10 | 5 | 3 | 2 | 23 | 11 | +12  |
| 2    | Jocoro FC          | 18  | 10 | 5 | 3 | 2 | 16 | 12 | +4   |
| 3    | CD Dragón P        | 18  | 10 | 5 | 3 | 2 | 10 | 7  | +3   |
| 4    | Platense Municipal | 15  | 10 | 4 | 3 | 3 | 11 | 8  | +3   |
| 5    | CD Chalatenango    | 6   | 10 | 1 | 3 | 6 | 7  | 18 | -11  |
| 6    | Luis Ángel Firpo   | 5   | 10 | 0 | 5 | 5 | 6  | 17 | -11  |

| Rang | Équipe            | Pts | J  | G | N | P | Bp | Bc | Diff |
| ---- | ----------------- | --- | -- | - | - | - | -- | -- | ---- |
| 1    | Alianza FC T      | 19  | 10 | 6 | 1 | 3 | 21 | 11 | +10  |
| 2    | CD FAS            | 16  | 10 | 4 | 4 | 2 | 12 | 9  | +3   |
| 3    | AD Isidro-Metapan | 16  | 10 | 4 | 4 | 2 | 14 | 13 | +1   |
| 4    | Atlético Marte    | 12  | 10 | 3 | 3 | 4 | 9  | 14 | -5   |
| 5    | Santa Tecla FC    | 11  | 10 | 3 | 2 | 5 | 15 | 17 | -2   |
| 6    | Once Deportivo    | 7   | 10 | 1 | 4 | 5 | 9  | 16 | -7   |

### Phase finale
Les huit équipes qualifiées sont réparties dans le tableau final d'après leur classement général, le premier du groupe A affrontant le quatrième du groupe B et ainsi de suite. L'équipe la moins bien classée accueille lors du match aller et la meilleure lors du match retour.
En cas d'égalité, une séance de tirs au but a lieu.

#### Tableau
|  | Quarts de finale      | Quarts de finale      | Quarts de finale      | Quarts de finale      |                       |                       | Demi-finales | Demi-finales | Demi-finales | Demi-finales |  |  | Finale | Finale | Finale | Finale |
|  |                       |                       |                       |                       |                       |                       |              |              |              |              |  |  |        |        |        |        |
|  |                       |                       |                       |                       |                       |                       |              |              |              |              |  |  |        |        |        |        |
|  |                       |                       |                       |                       |                       |                       |              |              |              |              |  |  |        |        |        |        |
|  | 1A CD Águila          | 1A CD Águila          | 1                     | 0                     |                       |                       |              |              |              |              |  |  |        |        |        |        |
|  | 1A CD Águila          | 1A CD Águila          | 1                     | 0                     |                       |                       |              |              |              |              |  |  |        |        |        |        |
|  | 4B Atlético Marte     | 4B Atlético Marte     | 0                     | 0                     |                       |                       |              |              |              |              |  |  |        |        |        |        |
|  | 4B Atlético Marte     | 4B Atlético Marte     | 0                     | 0                     | 1A CD Águila          | 1A CD Águila          | 0            | 1 (3)        |              |              |  |  |        |        |        |        |
|  |                       |                       |                       |                       | 1A CD Águila          | 1A CD Águila          | 0            | 1 (3)        |              |              |  |  |        |        |        |        |
|  |                       |                       | 2B CD FAS t. a. b.    | 2B CD FAS t. a. b.    | 1                     | 0 (4)                 |              |              |              |              |  |  |        |        |        |        |
|  | 2B CD FAS             | 2B CD FAS             | 2B CD FAS t. a. b.    | 2B CD FAS t. a. b.    | 1                     | 0 (4)                 | 2            | 3            |              |              |  |  |        |        |        |        |
|  | 2B CD FAS             | 2B CD FAS             |                       |                       |                       |                       |              | 3            |              |              |  |  |        |        |        |        |
|  | 3A CD Dragón          | 3A CD Dragón          | 3                     | 1                     |                       |                       |              |              |              |              |  |  |        |        |        |        |
|  | 3A CD Dragón          | 3A CD Dragón          | 3                     | 1                     | 2B CD FAS             | 2B CD FAS             | 2            | 2            |              |              |  |  |        |        |        |        |
|  |                       |                       |                       |                       | 2B CD FAS             | 2B CD FAS             | 2            | 2            |              |              |  |  |        |        |        |        |
|  |                       |                       | 2A Jocoro FC          | 2A Jocoro FC          | 0                     | 0                     |              |              |              |              |  |  |        |        |        |        |
|  | 2A Jocoro FC t. a. b. | 2A Jocoro FC t. a. b. | 2A Jocoro FC          | 2A Jocoro FC          | 0                     | 0                     | 1            | 0 (4)        |              |              |  |  |        |        |        |        |
|  | 2A Jocoro FC t. a. b. | 2A Jocoro FC t. a. b. |                       |                       |                       |                       |              |              |              |              |  |  |        |        |        |        |
|  | 3B AD Isidro-Metapan  | 3B AD Isidro-Metapan  | 1                     | 0 (3)                 |                       |                       |              |              |              |              |  |  |        |        |        |        |
|  | 3B AD Isidro-Metapan  | 3B AD Isidro-Metapan  | 1                     | 0 (3)                 | 2A Jocoro FC t. a. b. | 2A Jocoro FC t. a. b. | 0            | 4 (4)        |              |              |  |  |        |        |        |        |
|  |                       |                       |                       |                       | 2A Jocoro FC t. a. b. | 2A Jocoro FC t. a. b. | 0            | 4 (4)        |              |              |  |  |        |        |        |        |
|  |                       |                       | 4A Platense Municipal | 4A Platense Municipal | 2                     | 2 (2)                 |              |              |              |              |  |  |        |        |        |        |
|  | 1B Alianza FC         | 1B Alianza FC         | 4A Platense Municipal | 4A Platense Municipal | 2                     | 2 (2)                 | 1            | 0            |              |              |  |  |        |        |        |        |
|  | 1B Alianza FC         | 1B Alianza FC         |                       |                       |                       |                       |              | 0            |              |              |  |  |        |        |        |        |
|  | 4A Platense Municipal | 4A Platense Municipal | 1                     | 1                     |                       |                       |              |              |              |              |  |  |        |        |        |        |
|  | 4A Platense Municipal | 4A Platense Municipal | 1                     | 1                     |                       |                       |              |              |              |              |  |  |        |        |        |        |
|  |                       |                       |                       |                       |                       |                       |              |              |              |              |  |  |        |        |        |        |

#### Quarts de finale
| Équipe     | Aller | Retour | Équipe             | Commentaire       |
| CD Águila  | 0 - 0 | 1 - 0  | Atlético Marte     |                   |
| CD FAS     | 2 - 3 | 3 - 1  | CD Dragón          |                   |
| Jocoro FC  | 1 - 1 | 0 - 0  | AD Isidro-Metapan  | Tirs au but : 4-3 |
| Alianza FC | 1 - 1 | 0 - 1  | Platense Municipal |                   |

#### Demi-finales
| Équipe    | Aller | Retour | Équipe             | Commentaire       |
| CD Águila | 0 - 1 | 1 - 0  | CD FAS             | Tirs au but : 3-4 |
| Jocoro FC | 0 - 2 | 4 - 2  | Platense Municipal | Tirs au but : 4-2 |

#### Finale
| 14 novembre 2022 | CD FAS                                 | 2 - 0   | Jocoro FC | Stade Cuscatlán, San Salvador |                         |
|                  | Rudy Clavel 26e · Yilmar Filigrana 66e | (1 - 0) |           | Arbitrage : Ivan Barton       | Arbitrage : Ivan Barton |
|                  | Rapport                                |         |           | Arbitrage : Ivan Barton       | Arbitrage : Ivan Barton |

| Vainqueur du Tournoi Apertura 2022 CD FAS 19e titre |

## Bilan du tournoi
| Tournoi d'ouverture du championnat de football du Salvador 2022 |                    |
| Champion                                                        | CD FAS (19e titre) |
| Dauphin                                                         | Jocoro FC          |
| Qualifications continentales                                    |                    |
| Coupe d'Amérique centrale 2023                                  | CD FAS             |